# Список лейтенант-губернаторов Нью-Брансуика
Ниже представлен список лейтенант-губернаторов Нью-Брансуика начиная с 1786 года. Должность лейтенант-губернатора Нью-Брансуика появилась вместе с образованием Канадской конфедерации в 1867 году. До этого, начиная с 1786 года, королевским представителем в Нью-Брансуике был губернатор провинции.

## Губернаторы Нью-Брансуика (1786—1867)
| N                                    | Имя                                  | Англ.                             | Начало губернаторства | Окончание губернаторства |
| ------------------------------------ | ------------------------------------ | --------------------------------- | --------------------- | ------------------------ |
| При короле Георге III (1786—1820)    |                                      |                                   |                       |                          |
| 1                                    | Полковник Томас Карлтон              | Thomas Carleton                   | 20 мая 1786 года      | 2 февраля 1817 года      |
| 2                                    | Генерал-майор Джордж Стреси Смит     | George Stracey Smyth              | 1 июля 1817 года      | 27 марта 1823 года       |
| При короле Георге IV (1820—1830)     |                                      |                                   |                       |                          |
| 3                                    | Сэр Говард Дуглас                    | Howard Douglas                    | 28 июля 1824 года     | 8 сентября 1831 года     |
| При короле Вильгельме IV (1830—1837) |                                      |                                   |                       |                          |
| 4                                    | Генерал-майор сэр Арчибальд Кэмпбелл | Archibald Campbell                | 9 сентября 1831 года  | 1.5.1837                 |
| 5                                    | Сэр Джон Харви                       | John Harvey                       | 1 мая 1837 года       | 26 апреля 1841 года      |
| При королеве Виктории (1837—1867)    |                                      |                                   |                       |                          |
| 6                                    | Уильям Макбин Джордж Коулбрук        | William MacBean George Colebrooke | 27 апреля 1841 года   | 11 апреля 1848 года      |
| 7                                    | Сэр Эдмунд Волкер Хед                | Edmund Walker Head                | 11 апреля 1848 года   | 28 сентября 1854 года    |
| 8                                    | Сэр Джон Генри Томас Маннерс-Саттон  | John Henry Thomas Manners-Sutton  | 7 октября 1854 года   | 26 октября 1866 года     |
| 9                                    | Сэр Артур Гамильтон Гордон           | Arthur Hamilton Gordon            | 26 октября 1861 года  | 30 сентября 1866 года    |

## Лейтенант-губернаторы Нью-Брансуика (1867 — настоящее время)
| N                                                  | Имя                                            | Англ./Фр.                      | Начало губернаторства | Окончание губернаторства |
| -------------------------------------------------- | ---------------------------------------------- | ------------------------------ | --------------------- | ------------------------ |
| При королеве Виктории (1867—1901)                  |                                                |                                |                       |                          |
| 1                                                  | Генерал-майор сэр Чарльз Гастингс Дойль        | Charles Hastings Doyle         | 1 июля 1867 года      | 18 октября 1867 года     |
| 2                                                  | Полковник Франсис Пум Хардинг                  | Francis Pym Harding            | 18 октября 1867 года  | 22 июля 1868 года        |
| 3                                                  | Достопочтенный Лемюэль Аллан Уилмот            | Lemuel Allan Wilmot            | 23 июля 1868 года     | 15 ноября 1873 года      |
| 4                                                  | Сэр Сэмюел Леонард Тилли                       | Samuel Leonard Tilley          | 15 ноября 1873 года   | 11 июля 1878 года        |
| 5                                                  | Достопочтенный Эдвард Баррон Чендлер           | Edward Barron Chandler         | 16 июля 1878 года     | 6 февраля 1880 года      |
| 6                                                  | Достопочтенный Роберт Данкан Уилмот            | Robert Duncan Wilmot           | 11 февраля 1880 года  | 11 ноября 1885 года      |
| 7                                                  | Сэр Сэмюел Леонард Тилли                       | Samuel Leonard Tilley          | 11 ноября 1885 года   | 21 сентября 1893 года    |
| 8                                                  | Достопочтенный Джон Бойд                       | John Boyd                      | 21 сентября 1893 года | 4 декабря 1893 года      |
| 9                                                  | Достопочтенный Джон Джеймс Фрейзер             | John James Fraser              | 20 декабря 1893 года  | 24 ноября 1896 года      |
| 10                                                 | Достопочтенный Абнер Рейд Маклилан             | Abner Reid McClelan            | 9 декабря 1896 года   | 21 января 1902 года      |
| При короле Эдуарде VII (1901—1910)                 |                                                |                                |                       |                          |
| 11                                                 | Достопочтенный Джабез Бантинг Сноуболл         | Jabez Bunting Snowball         | 28 января 1902 года   | 24 февраля 1907 года     |
| 12                                                 | Достопочтенный Лемюэль Джон Твиди              | Lemuel John Tweedie            | 5 марта 1907 года     | 6 марта 1912 года        |
| При короле Георге V (1910—1936)                    |                                                |                                |                       |                          |
| 13                                                 | Достопочтенный Джозайя Вуд                     | Josiah Wood                    | 6 марта 1912 года     | 29 июня 1917 года        |
| 14                                                 | Достопочтенный Гилберт Уайт Ганонг             | Gilbert White Ganong           | 29 июня 1917 года     | 31 октября 1917 года     |
| 15                                                 | Достопочтенный Уильям Пагсли                   | William Pugsley                | 6 ноября 1917 года    | 28 февраля 1923 года     |
| 16                                                 | Достопочтенный Уильям Фредерик Тодд            | William Frederic Todd          | 28 февраля 1923 года  | 28 декабря 1928 года     |
| 17                                                 | Генерал-майор достопочтенный Хью Хэвлок Маклин | Hugh Havelock McLean           | 28 декабря 1928 года  | 31 января 1935 года      |
| 18                                                 | Полковник достопочтенный Мюррей Макларен       | Murray MacLaren                | 8 февраля 1935 года   | 5 марта 1940 года        |
| При короле Эдуарде VIII (1936)                     |                                                |                                |                       |                          |
| При короле Георге VI (1936—1952)                   |                                                |                                |                       |                          |
| 19                                                 | Достопочтенный Уильям Джордж Кларк             | William George Clark           | 5 марта 1940 года     | 1 ноября 1945 года       |
| 20                                                 | Достопочтенный Дэвид Лоренс Макларен           | David Laurence MacLaren        | 1 ноября 1945 года    | 5 июня 1958 года         |
| При королеве Елизавете II (1952 — настоящее время) |                                                |                                |                       |                          |
| 21                                                 | Достопочтенный Джозеф Леонард О’Брайен         | Joseph Leonard O'Brien         | 22 мая 1958 года      | 9 июня 1965 года         |
| 22                                                 | Достопочтенный Джон Баббитт Макнейр            | John Babbitt McNair            | 9 июня 1965 года      | 31 января 1968 года      |
| 23                                                 | Достопочтенный Уоллес Самуэль Бёрд             | Wallace Samuel Bird            | 1 февраля 1968 года   | 2 октября 1971 года      |
| 24                                                 | Достопочтенный Эдар Жозеф Робишо               | Hédard Joseph Robichaud        | 8 октября 1971 года   | 12 ноября 1981 года      |
| 25                                                 | Достопочтенный Джордж Фрэнсис Гилман Стэнли    | George Francis Gillman Stanley | 23 декабря 1981 года  | 20 августа 1987 года     |
| 26                                                 | Достопочтенный Жильбер Финн                    | Gilbert Finn                   | 14 августа 1987 года  | 21 июня 1994 года        |
| 27                                                 | Достопочтенная Маргарет Норри Маккейн          | Margaret Norrie McCain         | 21 июня 1994 года     | 18 апреля 1997 года      |
| 28                                                 | Достопочтенная Мэрилин Тренхольм Каунселл      | Marilyn Trenholme Counsell     | 18 апреля 1997 года   | 26 августа 2003 года     |
| 29                                                 | Достопочтенный Эрменежильд Шиассон             | Herménégilde Chiasson          | 26 августа 2003 года  | 30 сентября 2009 года    |
| 30                                                 | Достопочтенный Грейдон Николас                 | Graydon Nicholas               | 30 сентября 2009 года | 23 октября 2014 года     |
| 31                                                 | Достопочтенная Жослен Руа-Вьенно               | Jocelyne Roy-Vienneau          | 23 октября 2014 года  | 2 августа 2019 года      |
| 32                                                 | Достопочтенная Бренда Мёрфи                    | Brenda Murphy                  | 8 сентября 2019 года  |                          |